# Loxosceles deserta
Loxosceles deserta är en spindelart som beskrevs av Willis J. Gertsch 1973. Loxosceles deserta ingår i släktet Loxosceles och familjen Sicariidae. Inga underarter finns listade i Catalogue of Life.